# Ultimatum
Ultimatum (рус. Ультиматум) — комикс-кроссовер компании Marvel Comics, состоит из 5 выпусков. Сюжет посвящён одному из глобальных событий вселенной Ultimate Marvel. Глава Братства Мутантов Магнето, жаждущий отомстить за смерть своих детей Алой Ведьмы и Ртути, cдвигает магнитные полюса Земли, вызвав тем самым ужасные природные катаклизмы по всей планете. Комикс затрагивал большинство сюжетных линий этого мира и напрямую вытекал из мини-серии The Ultimates 3. Кроссовер вышел в 2008—2009 годах, сценарий написал Джеф Лоуб, нарисовал комикс Дэвид Финч. Первый выпуск возглавил топ продаж в ноябре 2008 года, последний вышел 29 июля 2009. Несмотря на хорошие продажи в основном серия получила негативные отклики.

## Сюжет
В тот момент когда Рид Ричард (Мистер Фантастик) собирается сделать Сью Шторм (Невидимая Леди) предложение руки и сердца, Джонни Шторм (Человек-факел) в очередной раз поругался с отцом, Доктором Штормом, а команда Ultimates (Капитан Америка, Железный человек, Тор, Валькирия, Шершень, Оса, Соколиный глаз) находятся в своей штаб-квартире, особняке Тони Старка. Питер Паркер едет в поезде наземного метро с Мэри Джейн Уотсон, Китти Прайд, Гвен Стейси и Конгом Харланом. Люди Икс (Зверь, Ангел, Ночной Змей, Ослепительная) прогуливаются по Театральному району Бродвея, где сталкиваются сами того не подозревая с Брюсом Банером (Халк). Над Нью-Йорком начинается гроза, огромная волна из океана накатывается на город. Нью-Йорк оказывается под водой. Сьюзан Шторм создает силовое поле с помощью которого выгоняет воду обратно в океан. Рид Ричардс отправляется к Нэмору, которого считает виновным в наводнении Нью-Йорка. Нэмор отрицает свою причастность к случившемуся. Рид не верит, он набрасывается на Нэмора и побеждает его. Доктор Дум обнаруживает Латверию погребенной под снегом, а её жителей превращенными в ледяные статуи. Профессор Икс сообщает Циклопу и Росомахе, что Ночной Змей, Ослепительная и Зверь погибли при затоплении Нью-Йорка. Телепатически Профессор Икс сообщает всем супергероям что в произошедшем катаклизме виноват Магнето.
Человек-Паук и Халк помогают при разборе завалов. Железный Человек приносит впавшего в кому Капитана Америку в здание Трискелиона, штаб-квартиру организации Щ.И.Т. Шершень и Соколиный глаз находят одного из членов Братства Мутантов, Пузыря пожирающего жену Шершня, Осу. Мистер Фантастик возвращается в Нью-Йорк с плененным Нэмором, когда его самого похищают Доктор Дум и принцесса Зарда, они хотят спасти Землю от разрушения, но прежде им нужно вернуть Ника Фьюри из другой вселенной. Тор находит тело своей возлюбленной, Валькирии у Статуи Свободы. Он отправляется в Валхаллу, мистическую землю падших и просит Хелу — повелительницу смерти вернуть ему душу возлюбленной. Хела соглашается, но прежде Тор должен победить её армию падших воинов. В пылу сражения на помощь Тору приходит Капитан Америка. Магнетто приходит к Профессору Икс и убивает его.
Шершень убивает Пузыря, откусывая тому голову. Он забирает тело Осы в Трискелион, чтобы попытаться там её оживить. Люди Икс (Циклоп, Росомаха, Джин Грей, Гроза, Человек-лёд) разыскивают в Нью-Йорке тела погибших членов команды. Джин Грей телепатически обнаруживает что Профессор Икс мёртв. Тор и Капитан Америка побеждают армию падших воинов. Хела обещает вернуть Валькирию, но один из героев должен остаться в Валхалле. Команда Алтимейтс и солдаты Щ.И.Т. под командованием своего директора Кэрол Денверс, сражаются у здания Трискелиона с многочисленными копиями Множителя, каждая копия которого несёт на себе бомбу. Шершень собирает на своем теле все копии Множителя и уходит в океан подальше от Трискелиона. Множители взрываются и Шершень погибает. Валькирия и Капитан Америка возвращаются к жизни.
Человек-Паук пропадает без вести, когда пытается помочь Доктору Стренджу одолеть вырвавшегося на свободу демона Дормамму. Самого Стрейнджа демон убивает, а бой с ним вступает Невидимая Леди и Существо. Во вселенной Верховного Эскадрона Рид Ричардс, Доктор Дум, Зарда и Арканна разыскивают бывшего главу организации Щ.И.Т. Ника Фьюри. Фьюри согласен вернуться, но прежде Дум рассказывает, что это по его приказу была убита дочь Магнетто, Алая Ведьма и он знал, что после этого Магнетто объявит войну всему человечеству.
Супергерои нападают на цитадель Магнетто на северном полярном круге. Саблезубый убивает Архангела. Валькирия лишает Магнето одной руки и требует отдать ей молот Тора. Но Магнето не намерен сдаваться, он готовится дать героям отпор.
Магнето убивает Росомаху. Члены Братства Мутантов покидают цитадель. Джин Грей телепатически соединяет разумы Магнето и Ника Фьюри. Фьюри рассказывает Магнето, что мутанты были созданы людьми, а не Богом, как считал лидер Братства Мутантов. Опомнившись Магнето, возвращает магнитные полюса Земли на их прежнее место, после чего Циклоп убивает его.
Проходит восемь дней. В Вашингтоне, округ Колумбия, перед зданием сената США с речью перед толпой демонстрантов выступает Циклоп. Неизвестный снайпер стреляет ему в голову. Доктор Дум в своем замке в Латверии беседует с пленённым Намором, когда появляется Бен Грим. Существо убивает Доктора Дума. В хижине в Баварских горах Ртуть, считавшийся мёртвым, рассказывает некой женщине, Мистик и Саблезубому, что убил Циклопа. И что фальсификация его смерти была необходима, чтобы его отец Магнето начал Ультиматум. Это всё было частью плана для создания лучшего мира.

## Участники

### Пережившие Ультиматум
- Халк
- Нэмор
- Кэрол Дэнверс
- Ник Фьюри
- Женщина-паук
- Джей Джона Джеймсон
- Мэри Джейн Уотсон
- Гвен Стейси
- Тетя Мэй
- Капитан Британия — впал в кому после атаки копией Множителя.
- Люди Икс:
  - Джин Грей
  - Шторм
  - Колосс
  - Человек-лёд
  - Китти Прайд
  - Шельма
- Фантастическая четвёрка:
  - Мистер Фантастик
  - Невидимая Леди
  - Человек-факел
  - Существо
- Ultimates:
  - Капитан Америка
  - Железный человек
  - Соколиный Глаз
  - Валькирия
  - Чёрная пантера
- Братство Мутантов:
  - Мистика
  - Саблезубый
  - Ртуть

### Убитые
- Люди Икс:
  - Профессор Икс — убит Магнето, который сломал профессору шею. (Ultimatum #2)
  - Циклоп — убит выстрелом снайпера (Ртутью) в голову. (Ultimatum #5)
  - Ангел — убит Саблезубым, который ногой сломал ему шею. (Ultmatum #4)
  - Росомаха — убит Магнето, отделившим адамантиум от его скелета и направившим визор Циклопа и пушки Железного Человека на мутанта. (Ultimatum #5)
  - Ночной Змей — погиб при наводнении в Нью-Йорке .(Ultimatum #1)
  - Ослепительная — погибла при наводнении в Нью-Йорке. (Ultimatum #1)
  - Зверь — погиб при наводнении в Нью-Йорке. (Ultimatum #1)
  - Псайлок — указана как мёртвая, хотя её смерть так и не была показана. (Ultimatum #5)
  - Синдикат — убит солдатами Страйкера, во время на падения на школу Ксавье. (Ultimate X-Men #98)
- Ultimates:
  - Оса — убита и съедена Пузырём. (Ultimatum #2)
  - Тор — пожертвовал собой ради Капитана Америки и Валькирии. (Ultimatum #3) Позже воскрес.(Ultimate New Ultimates #4)
  - Шершень — взорван множеством копий Множителя. (Ultimatum #3)
- Братство Мутантов:
  - Магнето — убит Циклопом энергетическим выстрелом из глаз в голову (Ultimatum #5)
  - Пузырь — убит Шершнем, который откусил ему голову.
  - Множитель — убит Росомахой. (Ultimate X-Men #100)
  - Лорелей — убита Росомахой. (Ultimate X-Men #100)
  - Фордж — замучен и убит на Дикой Земле. (Ultimatum #3)
  - Счастливчик — замучен и убит на Дикой Земле. (Ultimatum #3)
  - Детонатор — замучен и убит на Дикой Земле. (Ultimatum #3)

Другие
- Доктор Стрэндж — Дормамму взорвал ему голову. (Ultimatum #4)
- Доктор Шторм — погиб при наводнении в Нью-Йорке. (Ultimatum #1)
- Доктор Дум (Мэри Шторм) — Существо раздавил её голову. (Ultimatum #5)
- Пушечное Ядро — взорван Множителем (Ultimatum #3)
- Сорвиголова — его нашёл мёртвым Человек-Паук и Халк, предположительно утонул. (Ultimate Spider-Man #131)
- Сайфер — предположительно взорван копией Множителя, показан вместе с другими жертвами. (Ultimate X-Men: Requiem)
- Хард-Драйв — замучен и убит на Дикой Земле. (Ultimatum #3)
- Эмма Фрост — взорвана Множителем. (Ultimatum #3)
- Джаггернаут — убит солдатами Страйкера, которые выстрелили ему в глаз отравленным дротиком. (Ultimate X-Men #99)
- Полярис — взорвана Множителем. (Ultimatum #3)
- Солнечное пятно — взорван Множителем. (Ultimatum #3)
- Жаба — указан как мёртвый, хотя его смерть так и не была показана. (Ultimatum #5)

### Пропавшие без вести
- Человек-Паук — исчезает вскоре после наводнения, но вскоре выясняется, что он выжил.
- Огненная Звезда — после Ультиматума уехала в Южную Калифорнию, учится в другой школе вместе со своим братом Дэнни, который является сыном Пузыря.
- Хавок — исчез после наводнения, но выясняется, что Алекс находился в психиатрической больнице, пока его не забрал Натаниель Эссекс.
- Хаос — неизвестно, но предположительно умер после уничтожения Ока Агамотто Доктора Стрейнджа. (Ultimate Spider-Man #132)

## Серии, входящие в кроссовер
- Ultimatum #1-5
- Ultimate Fantastic Four #58-60
- Ultimate Spider-Man Vol. 1 #129-133
- Ultimate X-Men #98-100
- Ultimate Spider-Man Ultimatum Requiem #1-2
- Ultimate X-Men Ultimatum Requiem #1
- Ultimate Fantastic Four Ultimatum Requiem #1

## Критика
Несмотря на хорошие продажи в основном серия получила негативные отклики. Корреспондент IGN Джесси Шедин в рецензии на заключительный выпуск серии заявил: «Ultimatum — один из самых худших комиксов, которые я читал» и отозвался о выпуске в частности как о «the ultimate nightmare» (русск. «абсолютный кошмар»). Основными причинами негативной критики стали высокий уровень насилия (в том числе наличия сцены каннибализма), неоригинальность сюжета, неудачную подачу истории и слабые диалоги. По некоторому мнению сценарий серии нужно было доверить более опытным Марку Миллару или Брайану Майклу Бендису, уже работавшими над основной сюжетной базой вселенной Ultimate.

## Ultimate Comics
Комикс Ultimatum завершает такие серии комиксов как Ultimate X-Men, Ultimate Spider-Man, и Ultimate Fantastic Four. На выставке New York Comic Con в 2009 был анонсирован бренд Ultimate Comics, под которым будут выходить комиксы вселенной Marvel Ultimate после событий Ultimatum. Джеф Лоеб заявил, что серия The Ultimates будет продолжена в New Ultimates, над оформлением которой будет работать художник Фрэнк Чо. Марк Миллар, сценарист и создатель The Ultimates, Ultimate Fantastic Four и Ultimate X-Men, станет сценаристом новой серии Ultimate Comics: Avengers, над иллюстрациями к которой будут работать Лейнил Фрэнсис Ю и Карлос Пачеко. Серия Ultimate Spider-Man будет продолжена в Ultimate Comics: Spider-Man. Сценарием займется Брайан Майкл Бендис, а иллюстрациями Дэвид Лафуенте, который прежде работал над графикой третьего ежегоднего издания Ultimate Spider-Man.